# Spatie
Een spatie is de ruimte die in geschreven tekst vrijgehouden wordt tussen twee woorden. Strikt genomen is de spatie geen leesteken, maar de lege ruimte tussen de woorden maakt een tekst wel leesbaarder. In een computerbestand wordt een spatie wel gerepresenteerd door een teken. Het is dan dus het scheidingsteken tussen woorden.

## Geschiedenis
Het oudst bekende gebruik van tekens om woorden te scheiden dateert van ver voor het begin van onze jaartelling. In Syrië zijn kleitabletten gevonden van ongeveer 1400 jaar voor Christus met een alfabetisch spijkerschrift waarin de woorden steeds met spaties of streepjes van elkaar gescheiden zijn. Er zijn ook voorbeelden bekend van het gebruik van woordscheidingstekens in het Hebreeuws, Grieks en Aramees van voor het begin van onze jaartelling. Zo zijn er Aramese inscripties bekend uit de negende eeuw voor Christus waarin de woorden gescheiden worden.
In het Latijn en het Grieks werd al vanaf het begin gebruikgemaakt van het continuschrift ('scriptio continua'), waarbij alle woorden in een lange reeks in hoofdletters achter elkaar werden geschreven. Teksten werden destijds meestal opgeschreven om ze later hardop voor te kunnen dragen voor publiek en dat gebeurde zelden zonder een gedegen voorbereiding. De opgeschreven tekst diende voornamelijk als geheugensteun en het was dan ook niet belangrijk dat de tekst snel gelezen kon worden. Pas later - toen teksten ook veel meer als communicatiemiddel werden gebruikt - ontstond behoefte aan een teken voor woordscheiding om de teksten beter leesbaar te maken.
De Romeinen waren overigens al wel bekend met het principe van woordscheiding. Ze gebruikten soms al spaties, punten of streepjes om de woorden van elkaar te scheiden.
De eerste teksten uit de westerse cultuur waarin systematisch en consequent spaties worden toegepast, komen uit Ierland en dateren van tussen 600 en 800 na Christus. Omdat het Iers veel minder verwant is met Latijn dan bijvoorbeeld Spaans en Italiaans, hadden de Ierse monniken veel meer moeite met het lezen van - in spatieloos continuschrift geschreven - Latijnse teksten dan Spanjaarden en Italianen. Om de Latijnse teksten toegankelijker te maken, ging men de woordgrenzen afbakenen met spaties. Deze gewoonte zou zich vervolgens via Engeland al snel over heel Europa verspreiden.

## Tekstopmaak
Bij het gebruik van niet-proportionele lettertypen, waarbij ieder teken precies dezelfde breedte inneemt, kan de spatie worden gebruikt om de tekst op te maken. Zo kunnen teksten met behulp van spaties recht onder elkaar worden gezet in een tabel. Overigens verdient het gebruik van tabs de voorkeur aangezien dat ook bij gebruik van proportionele lettertypen tot het gewenste resultaat leidt.
In oudere teksten werden ook woorden wel gespatieerd om ze te benadrukken, of om aan te geven dat het om een (boek)titel ging. In het handschrift (ook wel kopij genoemd) kon dat op verschillende manieren worden aangegeven:
- met staande strepen: s|p|a|t|i|ë|r|i|n|g in het handschrift
- met een stippellijn onder de woorden
- met een slingerlijntje onder de woorden[1]

In die woorden werden dan "vliesjes" of "halve punten" door de handzetter tussen de letters gezet, en soms zelfs hele punten. Dergelijk dunne spaties waren meestal van rood en geel koper gemaakt.
In druk komt dat dan tot uiting als: s p a t i ë r i n g.
Op een beeldscherm, waar alleen hele spaties ingelast kunnen worden, is dit eigenlijk niet goed te imiteren. Mede daardoor is dit gebruik tegenwoordig grotendeels vervangen door woorden cursief of vet te maken.

## Hoogdruk
Bij het zetten uit loden letters is de spatie een stukje metaal (lood of koper) met een dikte van ½ tot 4 punten dat tussen de woorden wordt gevoegd. Een van de kenmerken waaraan hoogdruk te herkennen valt, is dat bij gelegenheid zo'n blokje omhoog kwam, waardoor dit "gerezen wit" met de drukinkt in aanraking kwam en als zwart rechthoekje werd afgedrukt.
Voor spaties die de helft van het korps dik zijn wordt de benaming pasje gebruikt. Een spatie die de dikte van het korps heeft, heet kwadraat of ook wel vierkantje.
In de letterkast waren spaties met diverse breedtes beschikbaar. Die breedtes waren vaak gerelateerd aan de korpsgrootte van de letter in de kast: kwadraten, pasjes, kwarten, achtsten, maar ook spaties op 1/3 of 1/6 korpsbreedte. De smalst beschikbare spaties zijn ½, 1 en 1½ punt breed.
Handzetters stonden lange tijd op stukloon: tot ver in de negentiende eeuw werd een handzetter geacht ongeveer 800 kwadraten per uur te zetten. Enkel dan kon hij voldoende verdienen voor zichzelf en zijn gezin. In 12 punt is dat een oppervlak van 40 regels op 20 cicero breed. In zes punt 40 regels van 10 cicero.
Dit had gevolgen voor de typografie van de uitgaven in die tijden:
- Als een woord in de zethaak stond, werd standaard een pasje (!) gebruikt als spatie.
- Er werd "gemeerderd", niet "geminderd".

Het "helpt" echt als pasjes worden gebruikt om aan de 800 kwadraten te komen. Daarbij had een handzetter geen enkel belang bij het "minderen" van de spatiebreedte, als bijvoorbeeld een woord net niet op de regel kon. Minderen kostte veel tijd, zeker als over de hele regel een even brede spatie wordt nagestreefd. Minderen leverde minder oppervlak op, en dat scheelde aanzienlijk in de verdiensten.
De ruime spatiebreedte die men aantreft in achttiende- en negentiende-eeuwse boeken, is dan ook niet het gevolg van esthetische overwegingen, maar puur het gevolg van economie; namelijk de manier waarop de betrokken vaklieden werden betaald.
Begin twintigste eeuw was het vooral Jan Tschichold, die in zijn geschriften tegen deze praktijk ten strijde trok en een lans brak voor een kleinere spatiebreedte tussen de woorden. Om twee redenen kon dat toen wel ingang vinden:
- de invoering van uurlonen in de zetterij: de handzetter had geen belang meer bij brede spaties.
- de invoering van de hete-lood-zetmachines: Linotype, Intertype, Ludlow, Monoline, Typograph en Monotype.

Het duurde nog een lange tijd voordat een kleinere spatiebreedte de norm was geworden, en ook de handzetters hun oude gewoonten hadden afgezworen.
Bij extreem cursieve letters kon het gebeuren dat een deel van het letterbeeld zover overhing, dat dit deel van de letter moest worden ondersteund door een "hoogspatie". Aan het begin of het eind van het woord kon dat nodig zijn, binnen een woord steunen letters elkaar bij dergelijke lettertypen. Een dergelijke hoogspatie was dan niet bedoeld als spatie in de betekenis van ruimte tussen letters of woorden, maar diende enkel als mechanische ondersteuning om afbreken tijdens het drukken te voorkomen.
Daarbij moet nog wel opgemerkt, dat de allereerste Monotype-zetselgietmachines, die rond 1900 en in latere jaren geleverd werden, nog helemaal niet in staat waren om "laag"-spaties te gieten. Het mechanisme daarvoor werd pas eerst veel later ontworpen. Daarvoor diende de brug op de machine te worden aangepast, en werden de matrijzen voor "laag"-spaties, uitgerust met een extra plug op de plaats waar de center-pen van de brug op de matrijs neerkomt.

## Harde spatie
In de computerwereld is de harde spatie een speciaal karakter dat gebruikt kan worden in plaats van een normale spatie om te voorkomen dat een tekst aan het eind van een regel op de plaats van de spatie automatisch wordt afgebroken. De harde spatie kan bijvoorbeeld worden gebruikt tussen een voorletter en een achternaam, om te zorgen dat de complete naam altijd in zijn geheel op één regel zal komen staan en niet na de voorletter al wordt afgebroken, of tussen de duizendtallen bij grotere getallen, zodat als bijvoorbeeld 3 000 in cijfers geschreven wordt dit niet leidt tot een 3 op de ene, en 000 op de volgende regel.
In HTML is de code voor de harde spatie &nbsp; - een afkorting voor de Engelse term non-breaking space.
Wanneer in een tekstverwerker, zoals Microsoft Word, de opmaakmarkeringen zichtbaar zijn, wordt een harde spatie weergegeven door middel van een teken gelijk aan het graden-teken.

## Onjuist spatiegebruik
In het Nederlands is de regel dat (op wat kleine uitzonderingen na) samenstellingen van woorden helemaal aaneengeschreven moeten worden (zoals 'fietsenmaker' en 'langetermijnplanning'). Toch worden in samenstellingen in het Nederlands vaak spaties gebruikt waar dat niet hoort (bijvoorbeeld 'fietsen maker', 'lange termijn planning' en 'grote steden beleid').

## Ander spatiegebruik dan in het Nederlands
De spatiëring kan van taal tot taal verschillend zijn. Het Engels bijvoorbeeld gebruikt spaties waar het Nederlands er geen gebruikt (zie boven). Ook qua spatiëring bij cijfergroepering zijn de verschillen groot. De meeste Europese talen groeperen cijfers per drie in duizendtallen (één miljard: 1 000 000 000), andere talen (waaronder het Chinees) groeperen cijfers per vier (één miljard: 10 0000 0000).
In plaats van spaties worden hiervoor ook vaak punten (1.000.000.000), komma's (1,000,000,000) of (minder vaak) apostrofs dan wel enkele aanhalingstekens (1'000'000'000) gebruikt.

## In URL's
Spaties mogen niet voorkomen in URL's, maar deze mogen wel worden aangeduid met %20. 20 is de hexadecimale weergave van de ASCII-code voor een spatie.